# Si Narong (huyện)
Si Narong (tiếng Thái: ศรีณรงค์) là một huyện (amphoe) của tỉnh Surin, đông bắc Thái Lan.

## Lịch sử
Tiểu huyện (king amphoe) được thành lập ngày 1 tháng 4 năm 1995 với 5 tambon split từ Sangkha.
Theo quyết định của chính phủ Thái Lan vào ngày 15 tháng 5 năm 2007, tất cả 81 tiểu huyện đều được nâng lên thành huyện. Với việc đăng công báo ngày 24 tháng 8, việc nâng cấp này thành chính thức.

## Địa lý
Các huyện giáp ranh (từ phía nam theo chiều kim đồng hồ) là: Sangkha, Lamduan và Sikhoraphum của tỉnh Surin, Prang Ku và Khukhan của tỉnh Sisaket.

## Hành chính
Huyện này được chia thành 5 phó huyện (tambon), các đơn vị này lại được chia ra thành 62 làng (muban). Không có khu vực đô thị, có 5 Tổ chức hành chính tambon.
| STT. | Tên        | Tên Thái | Số làng | Dân số |  |
| ---- | ---------- | -------- | ------- | ------ |  |
| 1.   | Narong     | ณรงค์     | 13      | 9.523  |  |
| 2.   | Chaenwaen  | แจนแวน   | 11      | 8.952  |  |
| 3.   | Truat      | ตรวจ     | 15      | 12.457 |  |
| 4.   | Nong Waeng | หนองแวง  | 11      | 5.795  |  |
| 5.   | Si Suk     | ศรีสุข     | 12      | 9.302  |  |